# 宇佐美えりな
宇佐美 えりな（うさみ えりな、1990年6月21日 - ）は、日本の元タレント、グラビアアイドル。本名は「福井絵理奈」（ふくい えりな）。神奈川県出身。明治大学商学部卒業。

## 来歴
2006年、週刊ヤングマガジンと元気 (ゲーム会社)とのコラボ企画として生まれたイメージガールユニット「黒BUTA元気ガールズ」の一員として活動。
2007年にはイメージDVD2作品をリリースする一方、「ZAK THE QUEEN2007」にエントリーされたが、受賞はならなかった。
所属事務所はエルクハートプロモーション→アップヒル・エンタテインメントを経て、2009年1月よりタニプロモーションへと移り「宇佐美エリナ」に改めたが、程なくして除籍しタレント活動を停止。その後は本名の「福井絵理奈」に戻し、読者モデルとしてTiaraGirlの副編集長を務める傍ら、2012年11月30日、八王子市にネイルサロン「BETTYNAIL」（ベティネイル）をオープン。現在はネイリストとしてサロンの運営に携わる。

## 人物
- 趣味は愛犬と遊ぶこと。特技はマラソン[1]。
- 兄が1人いる[8]。
- 川原真琴は中学時代からの親友で、同じ大学に通っていた[9]。

## リリース作品

### DVD
- 追いかけて（2007年6月22日発売・ティーエムシー）
- 蕾～つぼみ～（2007年12月1日発売・ベガファクトリー）